# Кириллов-Угрюмов, Виктор Григорьевич
Виктор Григорьевич Кириллов-Угрюмов (18 марта 1924, Москва — 6 ноября 2007, Москва) — советский и российский учёный, педагог, участник Великой Отечественной войны, Выпускник, декан факультета экспериментальной и теоретической физики и первый ректор Московского инженерно-физического института (МИФИ). В период его ректорства МИФИ сформировался как один из ведущих вузов страны. Председатель высшей аттестационной комиссии при Совете Министров СССР (1974—1987). с 1987 года председатель совета ветеранов МИФИ. Заслуженный деятель науки и техники РСФСР. Медаль РАН имени П. Л. Капицы (1992).

## Биография

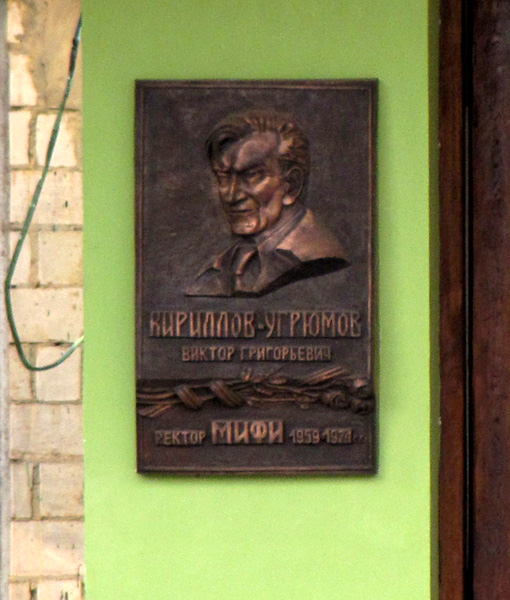

С 1931 года учился в московской средней школе № 348. Мечтая о карьере военного, поступил в Московскую военную спецшколу. Участвовал в параде 1 мая 1941 года на красной площади.
22 июня 1941 года подал рапорт с просьбой направить его на фронт. Был зачислен в Высшее военно-морское инженерное училище имени Ф. Э. Дзержинского. 8 августа принимает присягу.
12 декабря в бою под Клином был тяжело ранен. 3 месяца провёл в госпитале. В июне 1942 года медкомиссия определила инвалидность, и он был уволен из армии.
В 1943 году поступает в Московский механический институт боеприпасов (будущий МИФИ), который окончил с отличием в 1949. Поступает в аспирантуру. Занимается исследованием космических лучей, параллельно работает в Физический институт АН СССР под руководством учёного А. И. Алиханьяна.
В 1953 году защищает кандидатскую диссертацию и в возрасте 29 лет становится деканом факультета экспериментальной и теоретической физики МИФИ.
В 1957—1959 годах — заместитель заведующего кафедрой экспериментальной ядерной физики.
В 35 лет Кириллов-Угрюмов становится директором (с 1961 года — ректором) МИФИ.
В 1962 году защищает докторскую диссертацию, а в 1963 году становится профессором кафедры экспериментальной физики.
В 1970—1974 годах — председатель Совета ректоров вузов Москвы.
В 1973 году ему было присвоено звание заслуженного деятеля науки и техники РСФСР.
В 1974—1987 годах Виктор Кириллов-Угрюмов возглавляет Высшую аттестационную комиссию (ВАК) при Совете Министров СССР. Опираясь на авторитетных ученых, он существенно совершенствует структуру ВАКа, добивается введения нового уровня требовательности к соискателям учёных степеней и профессорских званий.
В 1987 году по состоянию здоровья Виктор Григорьевич был вынужден уйти на пенсию. Он вернулся в МИФИ, где работал профессором-консультантом, продолжал научную деятельность, возглавлял Совет ветеранов МИФИ. Одновременно он был заместителем председателя Совета ветеранов 1-й Ударной армии.
В 1992 ему вручена медаль Российской академии наук имени П. Л. Капицы.
Скончался 6 ноября 2007 года на 84-м году жизни после тяжёлой продолжительной болезни. Похоронен на Введенском кладбище (7 уч.).
В 2009 году в честь 85-летия со дня рождения Виктора Григорьевича на входе в главный корпус МИФИ была установлена мемориальная доска.

## Признание
- орден Ленина;
- орден Октябрьской Революции;
- орден Отечественной войны I степени;
- три ордена Трудового Красного Знамени;
- орден Красной Звезды;
- 18 медалей;
- Заслуженный деятель науки и техники РСФСР;
- премия Президента РФ в области образования (2001) — за создание и реализацию проекта «Высшая школа физиков МИФИ - ФИАН»[5].[6]

## Публикации
- Некоторые исследования медленных мезонов. 1888: Доклад на соискание учен. степени доктора физ.-мат. наук по совокупности работ / Объедин. ин-т ядерных исследований. Лаборатория ядерных проблем. — Дубна : [б. и.], 1964. — 64 с.
- Гамма-астрономия: (Тезисы) : Конспект лекций. — Москва : [МИФИ], 1975. — 44 с. : ил.; 20 см. — (Некоторые вопросы экспериментальных исследований в области физики высоких энергий/ М-во высш. и сред. спец. образования СССР. Моск. инж.-физ. ин-т) (в соавторстве с А. М. Гальпером и Б. И. Лучковым)
- Гамма-астрономия: окно в мир высоких энергий. — Москва : Знание, 1978. — 64 с. — (Новое в жизни, науке, технике. Серия «Космонавтика, астрономия». № 5). (в соавторстве с А. М. Гальпером и Б. И. Лучковым)
- Рассеяние адронов атомными ядрами : Учеб. пособие. — М. : МИФИ, 1982. — 70 с. (в соавторстве с Ф. М. Сергеевым)
- Атомы и мезоны: [Учеб. пособие]. — Москва : МИФИ, 1978. — Ч. 1: Упругое рассеяние пионов на ядрах, пи-мезоатомы. Элементы теории. — 1978. — 74 с.
- Атомы и мезоны. — М.: Атомиздат, 1980. — 216 с. (в соавторстве с Ю. П. Никитиным, Ф. М. Сергеевым)
- Ядерные методы исследования вещества: [Учеб. пособие] / Моск. инж.-физ. ин-т, [Фак. эксперим. и теорет. физики]. — М. : МИФИ, 1988. — 62,[1] с. :
- Основы мюонного метода исследования вещества и ядерного l-катализа / Моск. инж.-физ. ин-т, [Фак. эксперим. и теорет. физики]. — М. : МИФИ, 1993. — 130,[2] с. : ил.; 20 см; ISBN 5-7262-0094-2 (в соавторстве с Ф. М. Сергеевым)